# Front Północny (Imperium Rosyjskie)

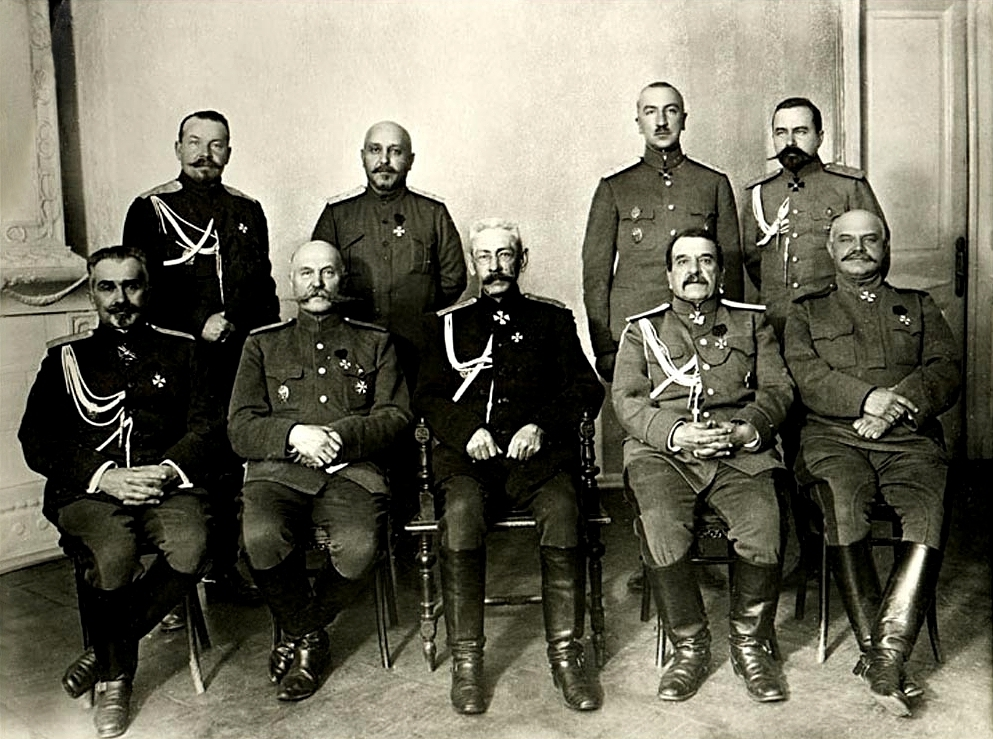
Dowództwo Frontu Północnego (1917)

Front Północny (ros. Северный фронт) – dowództwo Frontu sformowano w sierpniu 1915. Rozformowano na początku 1918.

## Naczelni dowódcy Frontu
- 18 sierpnia 1915 – 6 czerwca 1915 i 1 sierpnia 1916 – 25 kwietnia 1917 gen. piechoty Nikołaj Ruzski
- 6 grudnia 1915 – 6 lutego 1916 gen. kawalerii Paweł Plehwe
- 6 lutego 1916 – 22 lipca 1916 gen. piechoty Aleksy Kuropatkin
- 29 kwietnia 1917 – 1 czerwca 1917 gen. kawalerii Władisław Klembowskij
- 29 sierpnia 1917 – 9 września 1917 pełniący obowiązki gen. major Michaił Boncz-Brujewicz
- 9 września 1917 – 14 listopada 1917 gen. piechoty Władimir Czeremisow

## Skład Frontu
- 1 Armia: kwiecień 1916 – lipiec 1917 i wrzesień 1917 – początek 1918
- 5 Armia; sierpień 1915 – początek 1918
- 6 Armia: sierpień 1915 – grudzień 1916
- 12 Armia: sierpień 1915 – początek 1918